# Pseudovivipara
Pseudovivipara is een geslacht van weekdieren uit de klasse van de Gastropoda (slakken).

## Soort
- Pseudovivipara hypocrites Annandale, 1918